# Ordynariat Polowy Korei
Ordynariat Polowy Korei (kor. 천주교 군종교구) – rzymskokatolicki ordynariat polowy z siedzibą w Seulu, w Korei Południowej.
W 2023 w ordynariacie służyło 30 sióstr zakonnych.

## Historia
22 listopada 1983 papież Jan Paweł II erygował Wikariat Polowy Korei.
21 lipca 1986 Wikariat Polowy Korei został wyniesiony do rangi ordynariatu.

## Ordynariusze

### Wikariusz polowy Korei
- Angelo Kim Nam-su (1983–1986) także biskup Suwonu

### Ordynariusze polowi Korei
- Angelo Kim Nam-su (1986–1989) także biskup Suwonu; w latach 1987–1993 przewodniczący Konferencji Episkopatu Korei
- Augustine Cheong Myong-jo (1989–1998) następnie mianowany koadiutorem biskupa Pusanu
- Peter Lee Ki-heon (1999–2010) następnie mianowany biskupem Uijeongbu
- Francis Xavier Yu Soo-il OFM (2010–2021)
- Titus Seo Sang-bum (od 2021)